# Côte magnétique

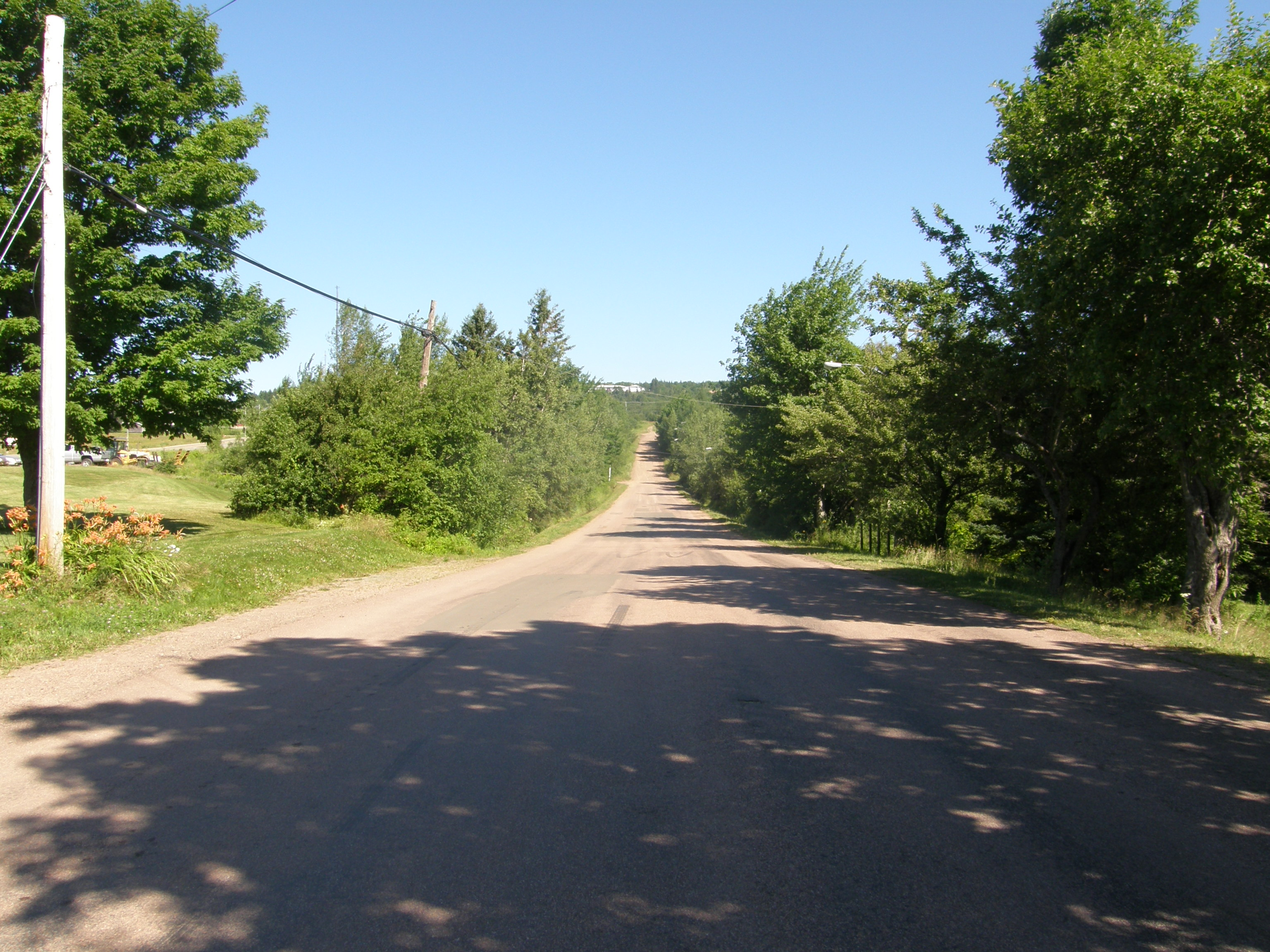
La côte magnétique de Moncton, au Canada : la route semble descendre une pente jusqu'au milieu de l'image puis entamer l'ascension de la colline à l'horizon alors qu'en réalité, la route ne fait que monter.

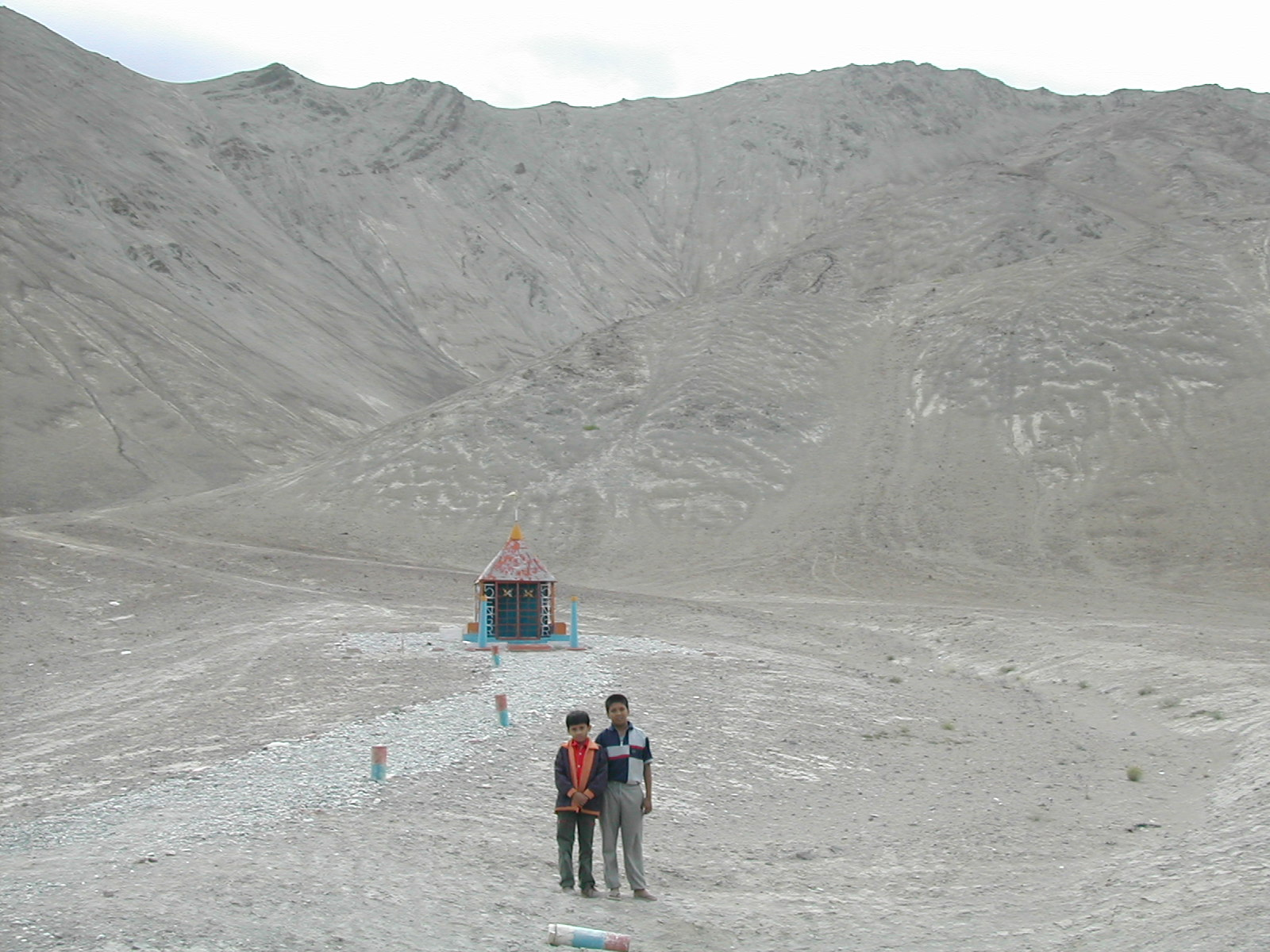
La Magnetic Hill près de Leh au Ladakh, en Inde.

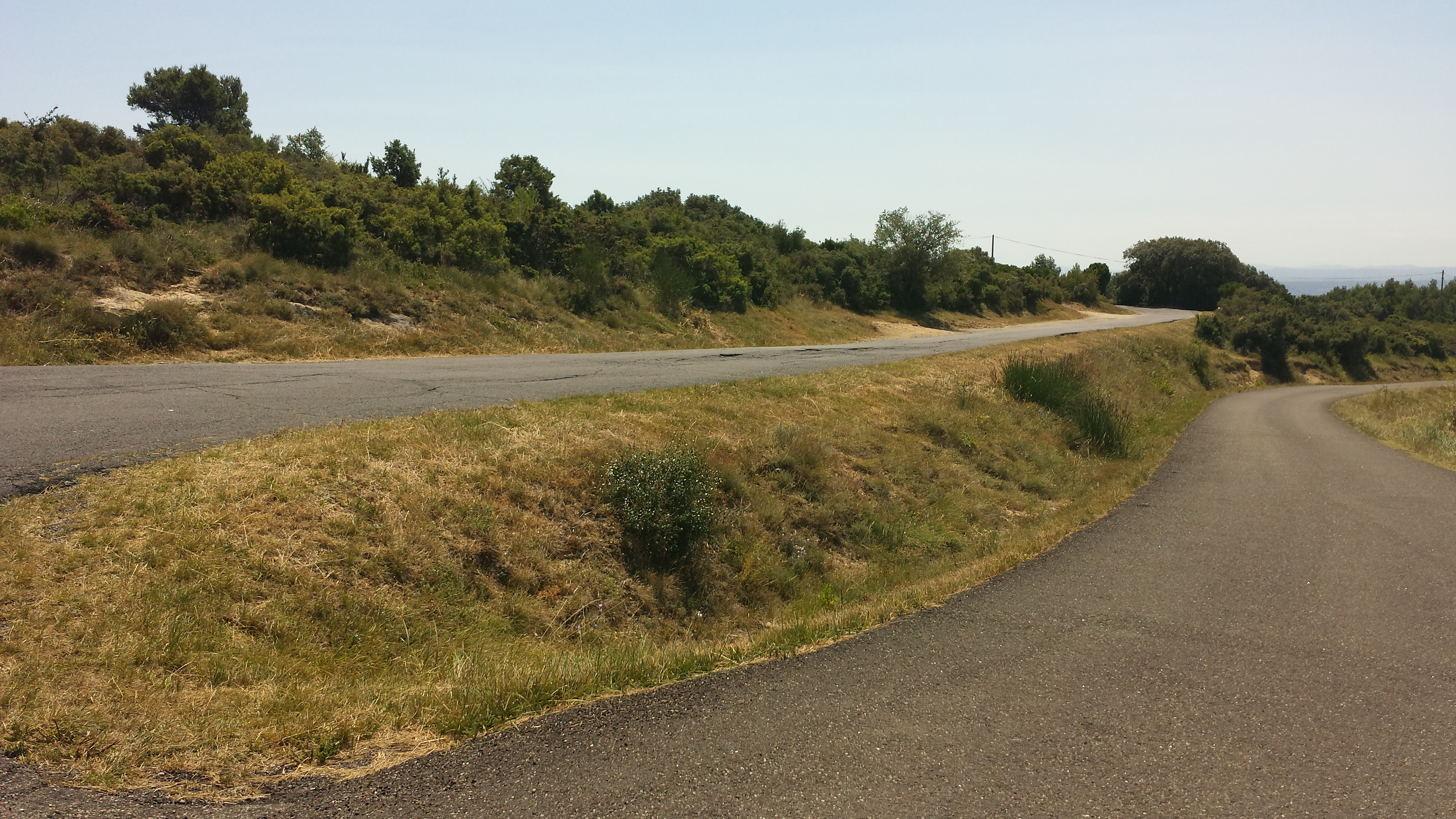
La curiosité de Lauriole, près de Siran en France.

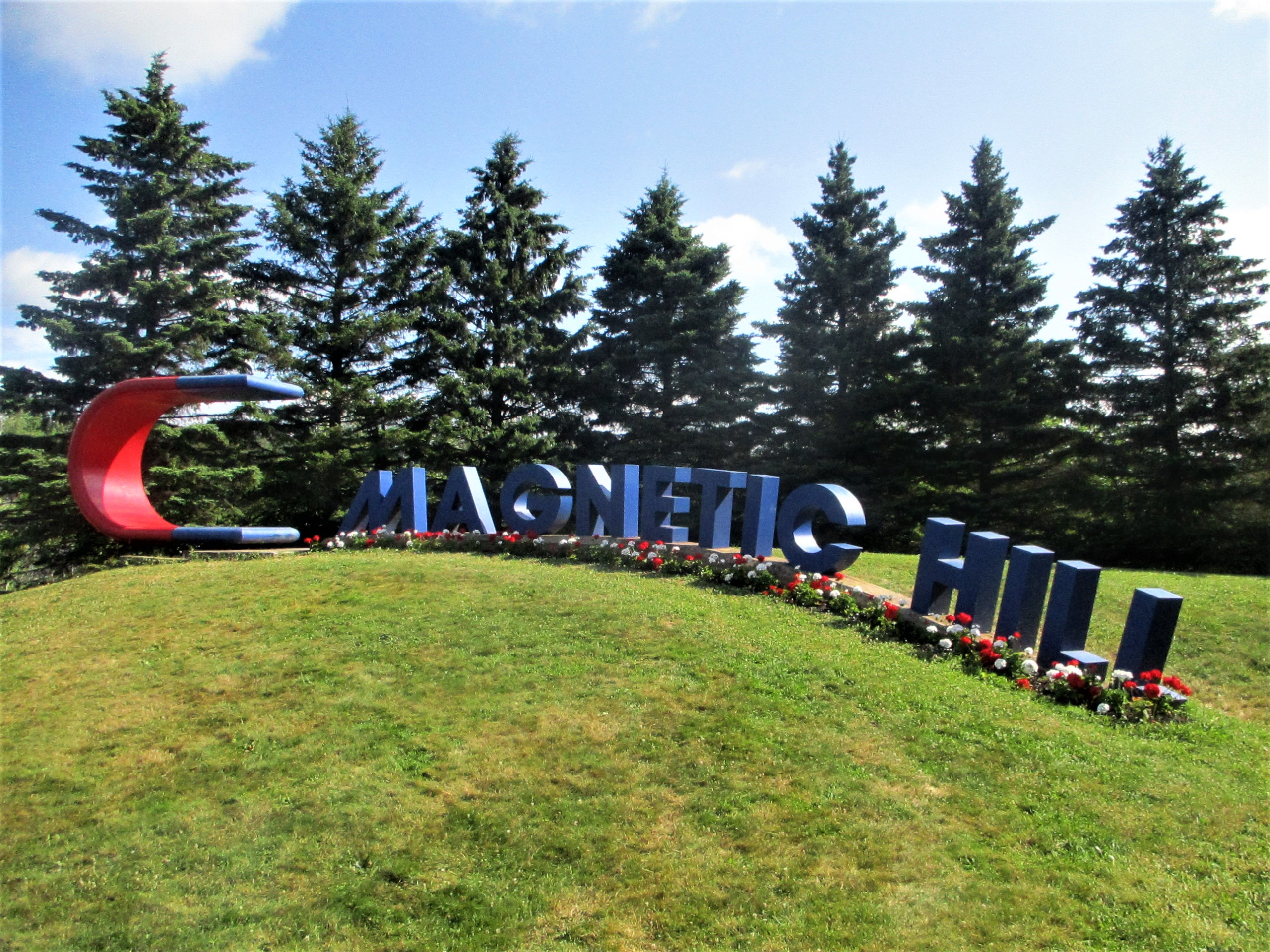
Côte magnétique, Moncton, Canada

Une côte magnétique ou colline magnétique est une illusion d'optique que l'on rencontre préférentiellement sur des routes. L'origine en est purement optique même si certains des sites sont souvent accompagnés de revendications magiques, magnétiques ou même surnaturelles.

## Principe
La présence d'une route rectiligne facilite l'illusion car elle donne un point de repère le long duquel se déplacer mais un tel axe de communication n'est en théorie pas obligatoire.
L'observateur se trouve en bas de la pente et regarde en direction de l'amont. Au début de la route, il la voit descendre une pente peu marquée. Arrivée à un creux, la route semble changer de pente et prendre de l'altitude jusqu'au point de fuite. En réalité, depuis l'endroit où est placé l'observateur jusqu'au point de fuite, la route ne fait que monter. Si l'observateur est véhiculé, il peut placer son véhicule dans le creux supposé de la route, moteur coupé et freins desserrés. Selon son observation visuelle, il ne devrait pas se déplacer mais le véhicule, suivant la pesanteur, va rouler vers le bas de la pente, à reculons si l'observateur fait face au point de fuite.
L'illusion ne fonctionne pas si l'observateur se place face à la pente de la route.

## Origine
L'illusion repose sur le fait que la pente face à l'observateur n'est pas constante mais présente une brusque augmentation : le secteur entre l'observateur et le changement de pente semble alors plus ou moins horizontal, voire en pente descendante, tandis que l'autre secteur après le changement de pente est conforme à la réalité avec une pente ascendante prononcée.
Le facteur le plus important qui contribue à l'illusion est un horizon totalement ou principalement obstrué ; sans horizon il devient difficile de juger la pente d'une surface. Les objets que l'on pourrait normalement supposer être plus ou moins perpendiculaires au sol (comme les arbres) peuvent effectivement être penchés, compensant la référence visuelle. L'illusion est similaire à la chambre d'Ames, dans laquelle les balles peuvent également paraître rouler contre la gravité.

## Exemples
- La Côte magnétique de Chartierville, Québec
- La Côte magnétique de Moncton, au Nouveau-Brunswick
- Curiosité de Lauriole, Hérault, France
- La Route magique, Les Noës, Loire, France
- La Côte magnétique, Buckland, Québec
- Braga, Portugal